# 厚色雷西蛤属
厚色雷西蛤属（学名：Crassithracia）为色雷西蛤科的一个属。

## 物种
本属包括以下物种：
- 卵厚色雷西蛤 Crassithracia ovata（Xu, 1989）